# Arroyo Barú
Arroyo Barú é uma junta de governo da província de Entre Ríos, na Argentina.